# Alexandra Thein

Alexandra Thein auf dem Wagen der FDP beim Christopher Street Day 2009 in Berlin

Alexandra Thein (* 5. Oktober 1963 in Bochum) ist Rechtsanwältin und Notarin sowie eine deutsche Politikerin der FDP. Sie war von März 2014 bis September 2015 Vorsitzende des Berliner Landesverbandes der FDP und war vom Mai 2015 bis April 2017 Beisitzerin im FDP-Bundesvorstand.

## Leben
Alexandra Thein wuchs im Saarland auf und erwarb 1982 das deutsch-französische Abitur am Deutsch-Französischen Gymnasium in Saarbrücken. 1982 bis 1988 studierte sie Rechtswissenschaften in Saarbrücken, Genf und Freiburg (darunter u. a. den Studiengang „Europäische Integration“ am Europa-Institut, Saarbrücken; Internationale Studien am Institut universitaire d’études européennes und am Institut universitaire de hautes études internationales, Genf).
1988 zog Alexandra Thein als Rechtsreferendarin nach Berlin, wo sie 1991 ihr  Zweites Juristisches Staatsexamen ablegte. Seit 1991 ist sie als Rechtsanwältin in Berlin tätig, seit 1993 selbständig (Sozia) – seit 2001 auch Notarin. Aktuell ist sie in der Kanzlei Quegwer & Thein tätig.
Alexandra Thein ist verheiratet.

## Partei
Alexandra Thein trat im Jahr 1990 in die FDP ein. Politisch aktiv war sie im Landesverband Berlin der FDP in zahlreichen ehrenamtlichen Funktionen, unter anderem als langjährige Vorsitzende des Ortsverbandes Dahlem, als Mitglied des Landesausschusses des Landesschiedsgerichtes und als Mitglied des Landesvorstandes.
Im Oktober 2008 kürte die Europawahlversammlung der Berliner FDP aus sieben Kandidaten Alexandra Thein zur Berliner Spitzenkandidatin für die Europawahl 2009, im Januar 2009 wählte die Europawahlversammlung der FDP sie aus fünf Kandidaten auf Platz 11 zur Bundesliste für diese Wahl.
Im Januar 2014 wurde Alexandra Thein von der Europawahlversammlung der FDP auf Platz 7 der Bundesliste für die Europawahl 2014 gewählt.
Im März 2014 wurde Thein zur neuen Vorsitzenden des Berliner Landesverbandes der FDP gewählt und löste damit den bisherigen Amtsinhaber Martin Lindner ab. Seit Mai 2015 ist sie Beisitzerin im FDP-Bundesvorstand. Am 15. September 2015 erklärte Thein aus gesundheitlichen Gründen ihren Rücktritt als Vorsitzende. Kommissarischer Vorsitzender wurde Henner Schmidt.

## Abgeordnete
Bei der Europawahl vom 7. Juni 2009 wurde Alexandra Thein als eine von 99 deutschen Abgeordneten und zwölf Kandidaten der Liste der FDP in das 7. Europäische Parlament gewählt. Dort gehörte Thein der FDP-Delegation als deren rechtspolitische Sprecherin an, transnational der liberalen ALDE-Fraktion.
Mit seiner Konstituierung im Juli 2009 wählte das 7. Europäische Parlament Alexandra Thein als Mitglied in den Rechtsausschuss und als Ersatzmitglied in den Ausschuss für konstitutionelle Angelegenheiten. In der außenpolitischen Beziehungspflege des Europaparlaments war Thein Mitglied der Delegation für die Beziehungen zum Palästinensischen Legislativrat, Mitglied der Delegation für die Beziehungen zum Irak und stellvertretendes Mitglied der Delegation für die Beziehungen zu Afghanistan. Ferner ist sie in zwei interfraktionellen Arbeitsgruppen aktiv, nämlich „Kleine und mittelgroße Unternehmen“ und „LGBT Rights“. Thein war ebenfalls Mitglied der Delegation für die Beziehungen zu Israel. Bei der Europawahl 2014 verlor sie ihr Mandat.

## Mitgliedschaften und Ämter
Alexandra Thein war stellvertretende Vorsitzende des Landesverbandes Berlin der Liberalen Frauen und dem Vorstand des Landesverbands Berlin des Liberalen Mittelstandes.
Sie ist Mitglied der Europa-Union und der Europa-Union Parlamentariergruppe im Europäischen Parlament.
Thein ist seit April 2010 Vorsitzende des Beirats der Deutsch-Arabischen Gesellschaft.